# جراحة مجازة
جراحة المجازة هي نوع من العمليات الجراحية التي تتضمن تحويل مسار جزء من جسم إنبوبي.

## الأمثلة
من الأمثلة عليها:
- مجازة قلبية رئوية
- جراحة تجاوز الامعاء اللفائفية الجزئية
- مجازة لفائفية صائمية
- جراحة المجازة المعدية
- مجازة وعائية، مثل جراحة فتح مجرى جانبي للشريان التاجي